# Projekt 58
Projekt 58 (v kódu NATO třída Kynda) byla třída křižníků sovětského námořnictva z doby studené války. Byly to první sovětské raketové křižníky. Zároveň to byly první sovětské hladinové lodě schopné nést jaderné zbraně. Jejich hlavním úkolem bylo ničení hladinových lodí protivníka. Všechny byly ze služby vyřazeny.

## Stavba
Vývoj třídy byl objednán roku 1956. Mezi lety 1960–1965 byly v loděnici v Leningradu postaveny čtyři křižníky této třídy – Groznyj, Admirál Fokin, Admirál Golovko a Varjag. V době zahájení stavby byly považovány za torpédoborce, ale roku 1962 se jejich kategorizace změnila na raketové křižníky (raketnyj krejser). Za úspěšný vývoj křižníků projektu 58 byla roku 1966 udělena Leninova cena. Původně byla plánována stavba až 16 jednotek této třídy, plavidla však trpěla přetížením, takže po čtyřech kusech výroba přešla na větší křižníky Projektu 1134 (Kresta I).
Jednotky projektu 58:
| Jméno                                       | Založení kýlu | Spuštěna           | Vstup do služby   | Status                                   |
| ------------------------------------------- | ------------- | ------------------ | ----------------- | ---------------------------------------- |
| Groznyj                                     | 1960          | 26. března 1961    | 30. prosince 1962 | Vyřazen 1991.                            |
| Admirál Fokin (ex Stěreguščij, Vladivostok) | 1960          | 19. listopadu 1961 | 28. prosince 1964 | Vyřazen 1993.                            |
| Admirál Golovko (ex Doblestnyj)             | 1960          | 18. července 1962  | 30. prosince 1964 | Vyřazen 1993, reaktivován, vyřazen 2002. |
| Varjag (ex Soobrazitělnyj)                  | 1961          | 7. dubna 1963      | 20. srpna 1965    | Vyřazen 1990.                            |

## Konstrukce

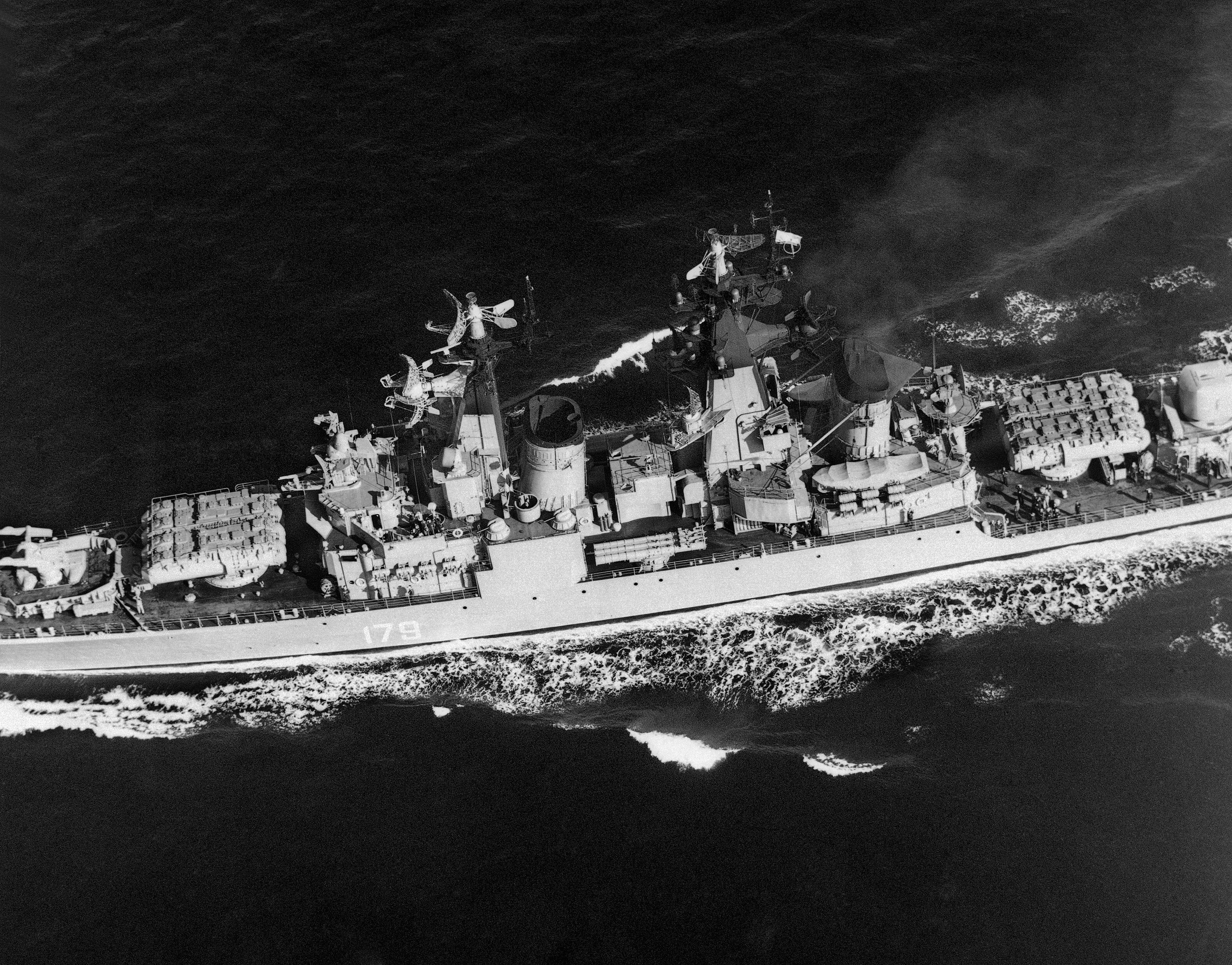
Křižník Groznyj v roce 1985

Hlavní výzbroj tvořila dvě čtyřnásobná odpalovací zařízení nadzvukových protilodních střel P-35 (v kódu NATO SS-N-3b) s dosahem 450 km. Jedno na přídi a druhé na zádi. Zásoba střel představovala celkem 16 kusů. Na přídi bylo dále jedno dvojité odpalovací zařízení protiletadlových řízených střel M-1 Volna (v kódu NATO SA-N-1) se zásobou 16 střel. Během služby proběhly modernizace na standard Volna-P a později Volna-N. Na zádi se nacházely dva dvouhlavňové 76mm kanóny AK-726. K boji proti ponorkám sloužily dva vrhače raketových hlubinných pum RBU-6000 a dva trojhlavňové 533mm torpédomety. Dodatečně byly v 80. letech instalovány čtyři systémy AK-630, sloužící k obraně proti protilodním střelám. Na zádi byla přistávací plocha pro vrtulník.
Pohonný systém tvořily parní turbíny TV-12 a čtyři kotle KVN-95/64. Nejvyšší rychlost dosahovala 34,5 uzlu. Dosah byl 3500 námořních mil při rychlosti 18 uzlů.

## Osudy
Sovětské námořnictvo křižníky používalo až do konce studené války. V letech 1990-1993 byly křižníky vyřazeny. Pouze Admirál Golovko roku 1995 reaktivován a po následující dva roky byl vlajkovou lodí černomořského loďstva. Roku 2002 byl vyřazen i on.